# 小行星4283
小行星4283（英語：4283 Stoffler）是一颗围绕太阳公转的小行星。1988年1月23日，卡羅琳·舒梅克在帕洛马山发现了此天体。
这颗小行星的绝对星等为167.08151等。